# Крупнокалиберный пулемёт

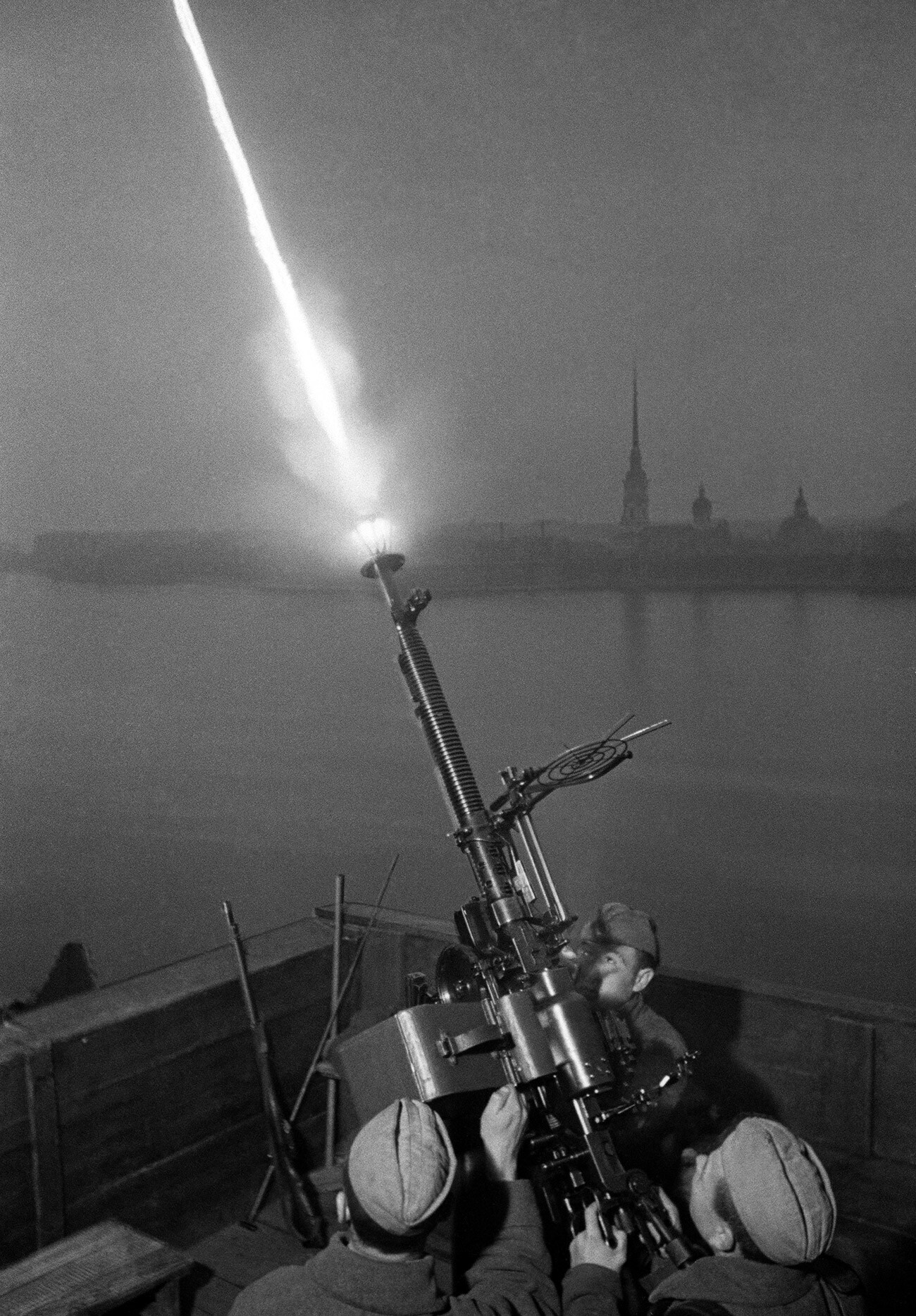
Пулемётный расчёт сержанта Фёдора Коноплёва ведёт огонь по самолётам, из ДШК, Ленинград, 9 октября 1942 года.

Крупнокалиберный пулемёт — пулемёт калибра 12—16 миллиметров, предназначенный для поражения вражеского вооружения и военной техники, в том числе и броневой, самолётов, вертолётов, объектов фортификации, на увеличенной дальности, за счёт более мощного патрона сравнительно со стандартными винтовочными, используемых в единых пулемётах и промежуточными патронами, снаряжаемых в ручные пулемёты.
Дальность поражения бронированных целей до 2000 метров. Огонь ведется как со станка, так и с боевых машин или роботизированных комплексов. В вооружённых конфликтах малой интенсивности последних лет широко применяются как подвижные огневые точки при установке на автомобили-пикапы повышенной проходимости («тачанки»).

## Описание

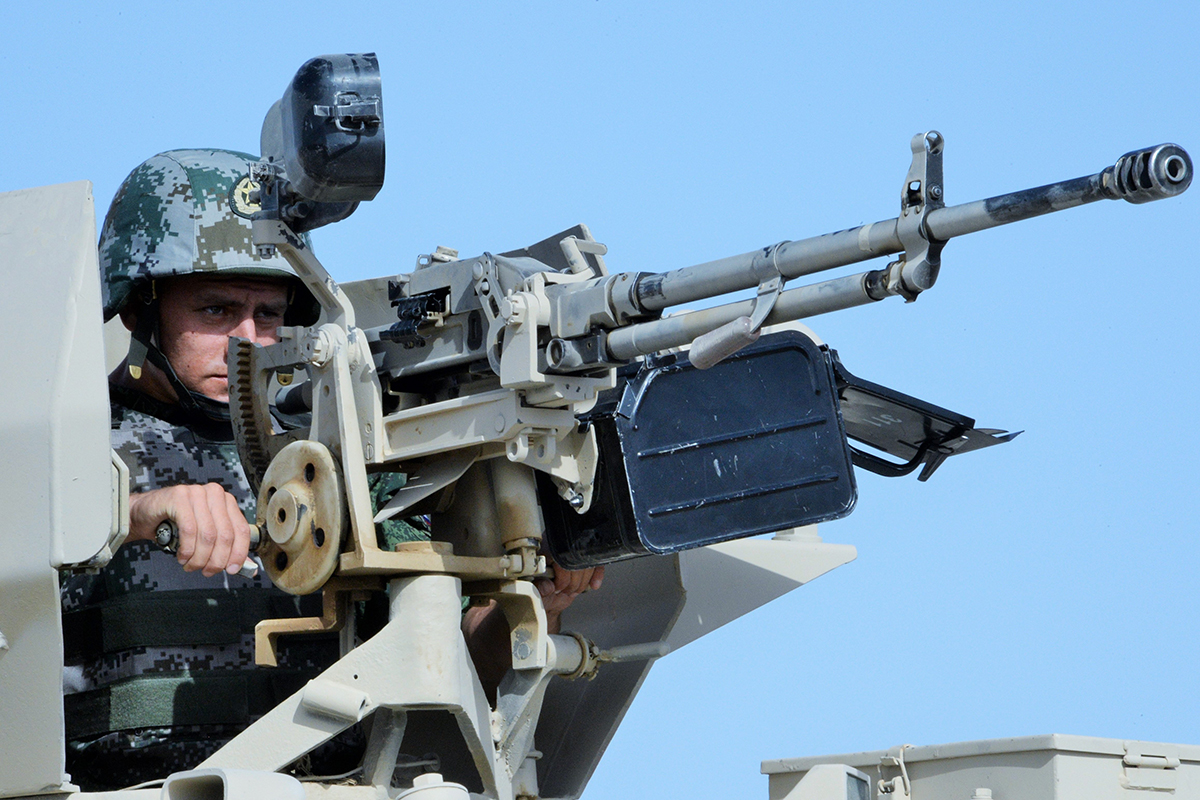
W85 в зенитной версии QJC-88 на IV Армейских международных играх.

Крупнокалиберные пулемёты определяются по крупному калибру патрона (обычно это .50 BMG или 12,7×108 мм). Это обеспечивает поражение наземных целей с толщиной брони 15—20 мм на дальностях до 800 метров.
Крупнокалиберные пулемёты являются основным зенитным вооружением танков и основным оружием некоторых бронетранспортёров.
Универсальность обеспечила им широкое внедрение во все рода войск видов вооружённых сил, отдельные рода войск и спецвойска: как средство противовоздушной обороны (ПВО) (ЗПУ-4), пехотные станковые пулемёты, устанавливаются на турели в армейские автомобили-вседорожники, на танки в качестве зенитных (НСВТ), на бронетранспортёры в качестве основных (КПВТ), на корабли и катера, на лёгкие десантные вертолёты (GAU-19), а до недавнего времени и на ударные (ЯкБ-12,7).
Для всех крупнокалиберных пулемётов характерна значительная масса — 20—60 кг (без станка), по сравнению с едиными пулемётами. На универсальном станке масса может достигать 160 кг.

## История
Первый крупнокалиберный пулемёт MG 18 TuF появился в конце Первой мировой войны в Германской империи, однако в серию не пошёл в связи с окончанием войны и сменой направления военной мысли. Первым серийным стал североамериканский Browning M1921, разработанный Джоном Браунингом.
Крупнокалиберные пулемёты широко распространилась во Вторую мировую войну, в авиационном и зенитном вариантах, когда американские войска широко использовали Браунинг М2, а советские аналогичный ему ДШК. Британские войска использовали крупнокалиберные версии Виккерса и BESA. Сухопутные войска нацистской Германии не имели штатных крупнокалиберных пулемётов в пехотных дивизиях, но вместо них использовала зенитные автоматические пушки 2 cm FlaK 30 (которые, впрочем, по немецкой классификации в самолётных вариантах назывались пулемётами), так как стандартный единый пулемёт MG 34/MG 42 не мог обеспечить необходимую дальность стрельбы и степень поражения. В конце войны, в условиях «тотальной войны» и общей нехватки вооружения, немцы были вынуждены переделывать авиационные пулемёты калибра 13 и 15 мм (MG 131, MG 151) для нужд фольксштурма и пехоты.
В настоящее время конструированием крупнокалиберных пулемётов занимается небольшое количество стран, в числе которых: США, Сингапур, Германия, Россия и Китай.

## По типам боевых припасов

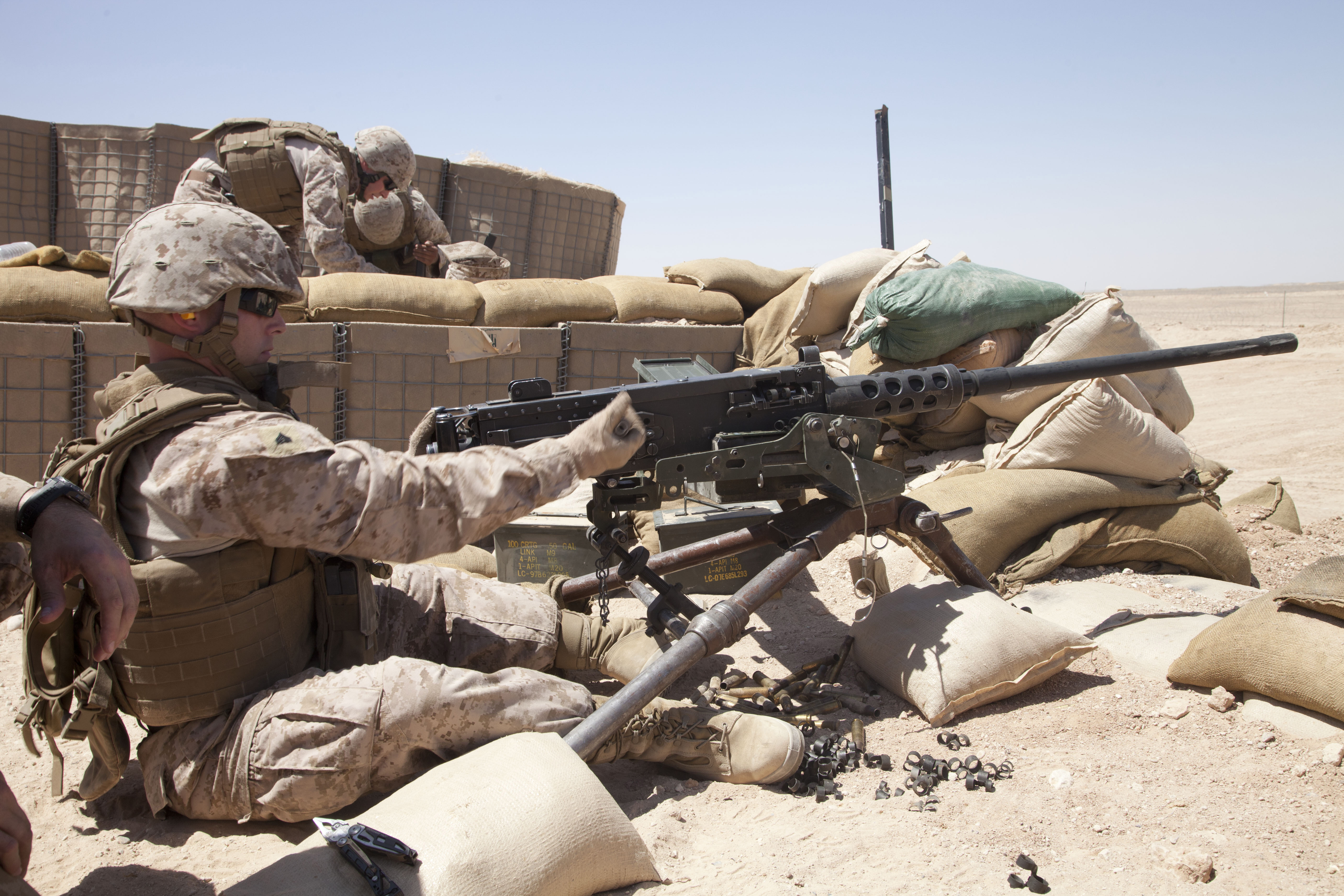
Капрал 1-й дивизии морской пехоты Эндрю Белл загружает боеприпасы в патронник M2 во время тренировки на военной базе Летернек, провинция Гильменд, Афганистан. 26 июня 2012 года.

### Вторая мировая война
- 12,7×81 мм SR Breda: Breda-SAFAT, Тип 1;
- 12,7×81 мм: Vickers .50;
- 12,7×99 мм: Browning M1921, Browning M2;
- 12,7×108 мм: ДШК, УБ;
- 12,7×108 мм R: ШВАК;
- 12,7×120 мм SR: Vickers .5 Class D;
- 13×64 мм B: MG 131, Тип 2;
- 13,2×96 мм: Hotchkiss M1929, Breda Mod. 31, Тип 3;
- 15×96 мм: MG 151;
- 15×104 мм: 15mm BESA, ZB-60;

### Послевоенный период
- 12,7×99 мм: Browning M2, WKM-B, CIS 50MG; Пулемёт с вращающимся блоком стволов: GAU-19, WLKM;
- 12,7×108 мм: ДШКМ (Тип 54), НСВ (Застава М02), Корд, А-12,7, Тип 77, Тип 85, QJZ-89, W85 (QJC-88); Пулемёт с вращающимся блоком стволов: ЯкБ-12,7, CS/LM5, Мохаррам[2];
- 14,5×114 мм: КПВ (Тип 58), QJG-02.
- 15,5×106 мм: FN BRG

## Галерея

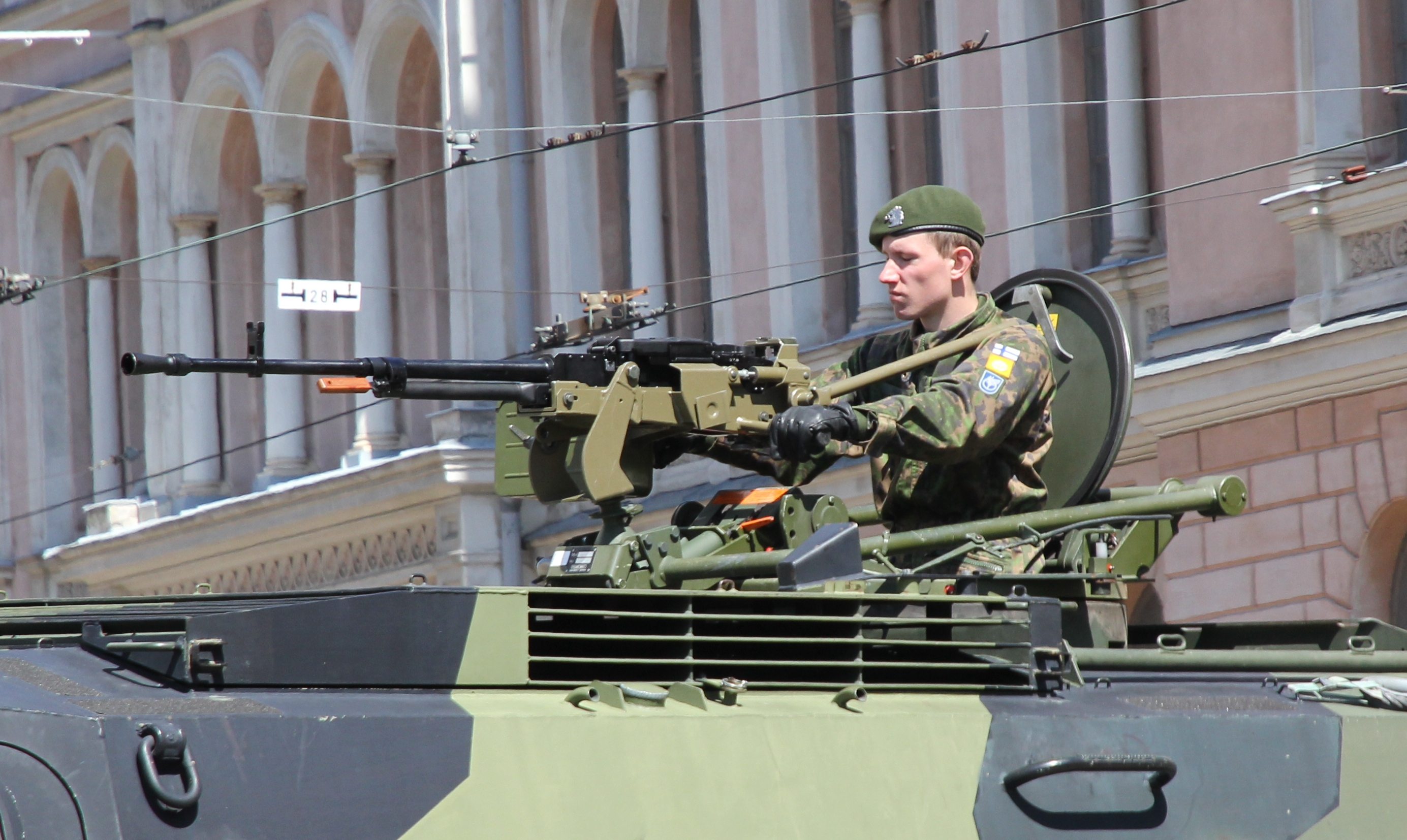
НСВ на финском бронетранспортёре «Паси»
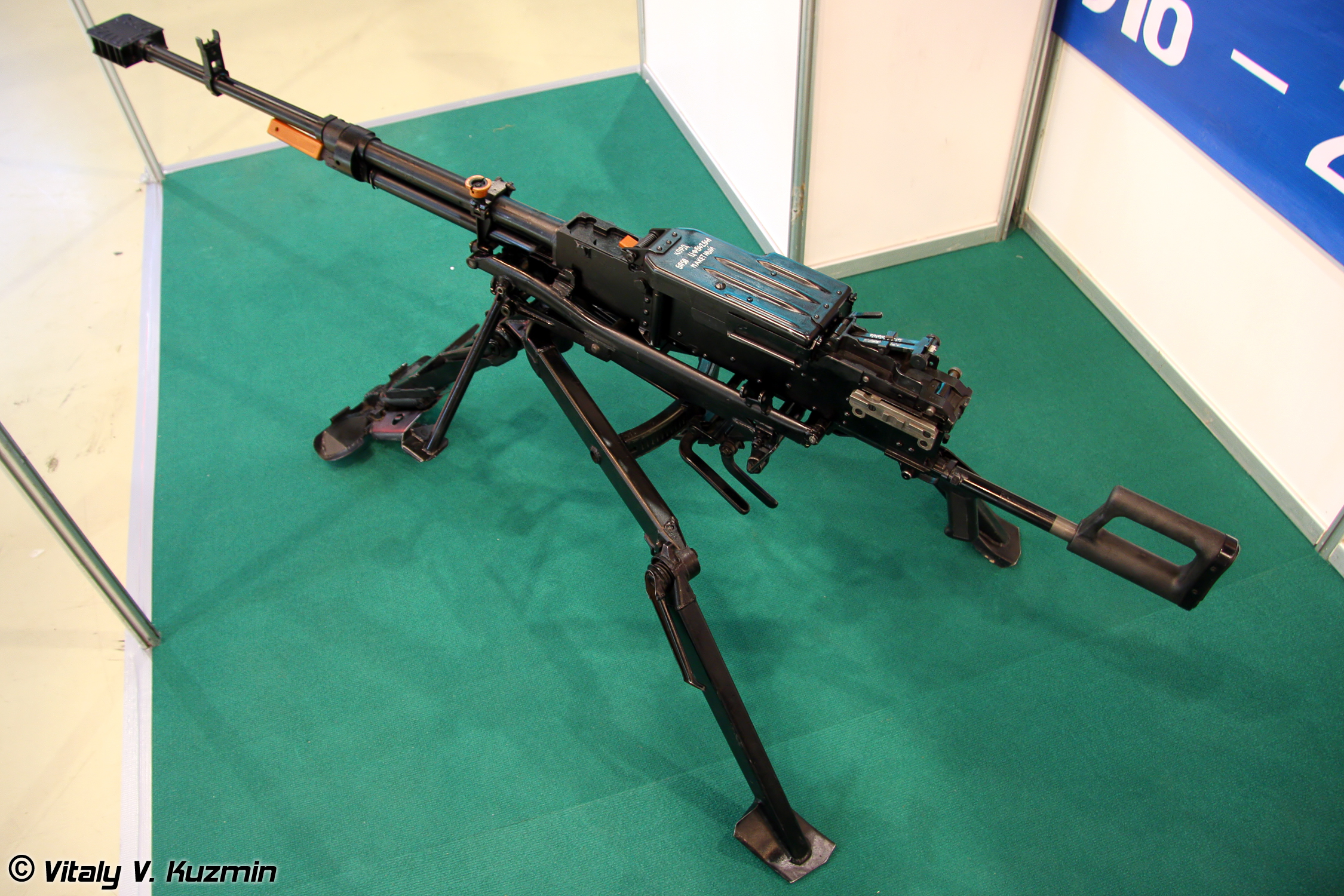
Корд
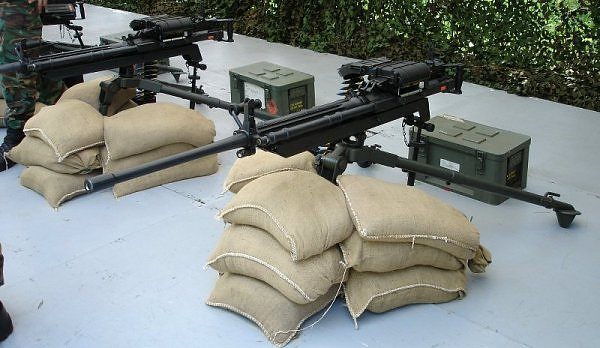
CIS 50MG
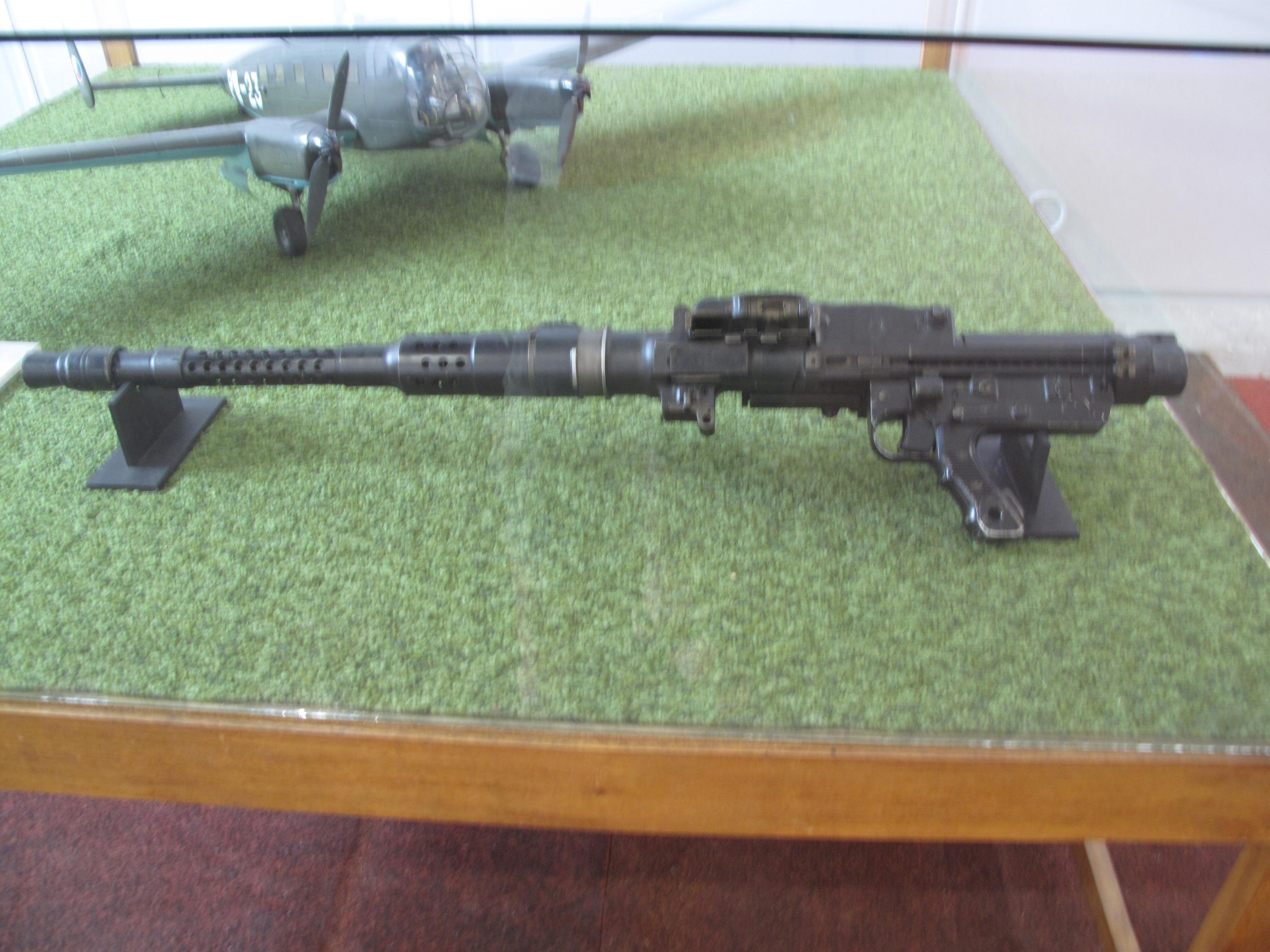
MG 131
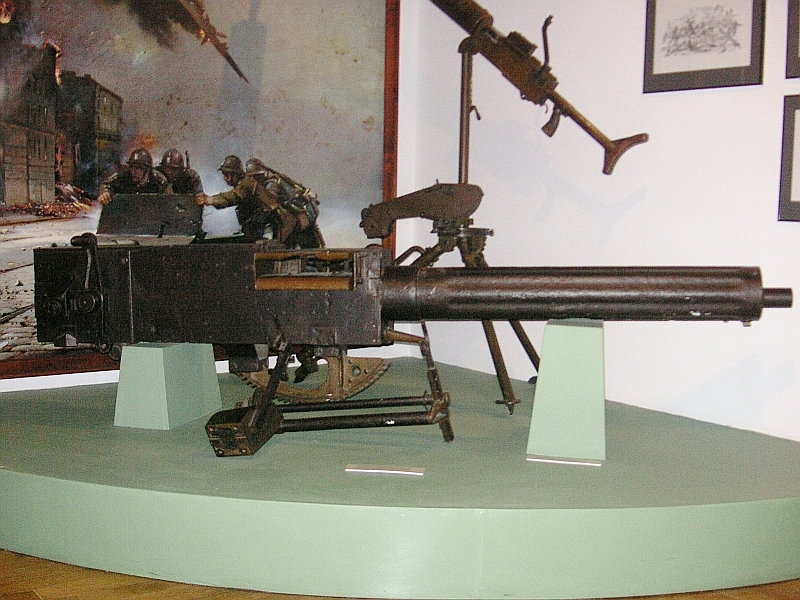
Vickers .50